# 利爾凱區
利爾凱區（西班牙語：Distrito de Lircay），是秘魯的一個區，位於該國中南部萬卡韋利卡大區的安拉賴斯省，始建於1825年6月21日，面積818.84平方公里，海拔高度3,278米，2005年人口24,551，人口密度每平方公里30人。